# 田村エムセン
田村 エムセン（Tamura Emersen、1995年8月8日 - ）は、ニュージーランド出身のラグビー選手。

## プロフィール
- ポジションはプロップ(PR)。
- 身長 184cm、体重 106kg
- U20日本代表候補に選ばれたことがある[2]。

## 略歴
キングスカレッジ卒業後、2015年、パナソニック ワイルドナイツに加入。
2016年12月4日に行われたジャパンラグビートップリーグ第10節のクボタスピアーズ戦にて途中出場で公式戦初出場を果たす。
2018年にニュージーランド遠征の日本A代表に選出。5月2日にレベルズ加入が発表された。
2019年、パナソニック ワイルドナイツを退団。